# Centromerus furcatus
Centromerus furcatus là một loài nhện trong họ Linyphiidae.
Loài này thuộc chi Centromerus. Centromerus furcatus được James Henry Emerton miêu tả năm 1882.